# Дружинин, Игорь Петрович
И́горь Петро́вич Дружи́нин (10 февраля 1929, Ветлужский район, Нижегородская область — 22 октября 2000) — советский и российский гидролог; член-корреспондент АН СССР (1987), академик РАН (1994), доктор географических наук.

## Биография
Игорь Петрович Дружинин родился 10 февраля 1929 года в селе Какша.
В 1946—1952 годах учился на гидроэнергетическом факультете Московского энергетического института; там же окончил аспирантуру, получив квалификацию инженера-гидроэнергетика и учёную степень кандидата технических наук.
С 1957 года — исполняющий обязанности руководителя лаборатории гидроэнергетики Института энергетики и водного хозяйства Академии наук Киргизской ССР (Фрунзе).
В 1961—1968 годах — старший научный сотрудник, заведующий лабораторией, исполняющий обязанности заместителя директора по науке Сибирского энергетического института Сибирского отделения Академии наук СССР.
В 1978—1987 годах — заместитель председателя Президиума Восточно-Сибирского филиала СО АН СССР по научной работе.
В 1987—1996 годах — директор института водных и экологических проблем Дальневосточного отделения АН СССР и Российской академии наук (Хабаровск).
В 1991—1996 годах — председатель-организатор и председатель президиума Хабаровского научного центра Дальневосточного отделения РАН.
В 1996—2000 годах — главный научный сотрудник Института энергетических исследований РАН (Москва).
23 декабря 1987 года избран член-корреспондентом Академии наук СССР, а 31 марта 1994 года — действительным членом Российской академии наук (Отделение океанологии, физики атмосферы и географии).
Скончался 22 октября 2000 года. Похоронен в Москве на Троекуровском кладбище.

## Научная деятельность
К областям научных интересов И. П. Дружинина относились исследования многолетних колебаний стока рек, моделирование и прогнозирование природных процессов, проблемы оптимизации использования водных и земельных ресурсов, общие вопросы экологии.

## Награды и премии
- Орден Почёта (1999) — за большой вклад в развитие отечественной науки, подготовку высококвалифицированных кадров и в связи с 275-летием Российской академии наук[6]
- Медаль «За строительство Байкало-Амурской магистрали» (1985)

## Комментарии
1. ↑  Село Какша[2], относившееся к Какшинской волости (центр — д. Жирново) Ветлужского уезда, в последующем входило в состав Жирновского сельсовета Ветлужского, в 1939 году — Шабалинского района; не сохранилось, ныне — территория Гостовского сельского поселения Шабалинского района Кировской области[3].